# Washington Open

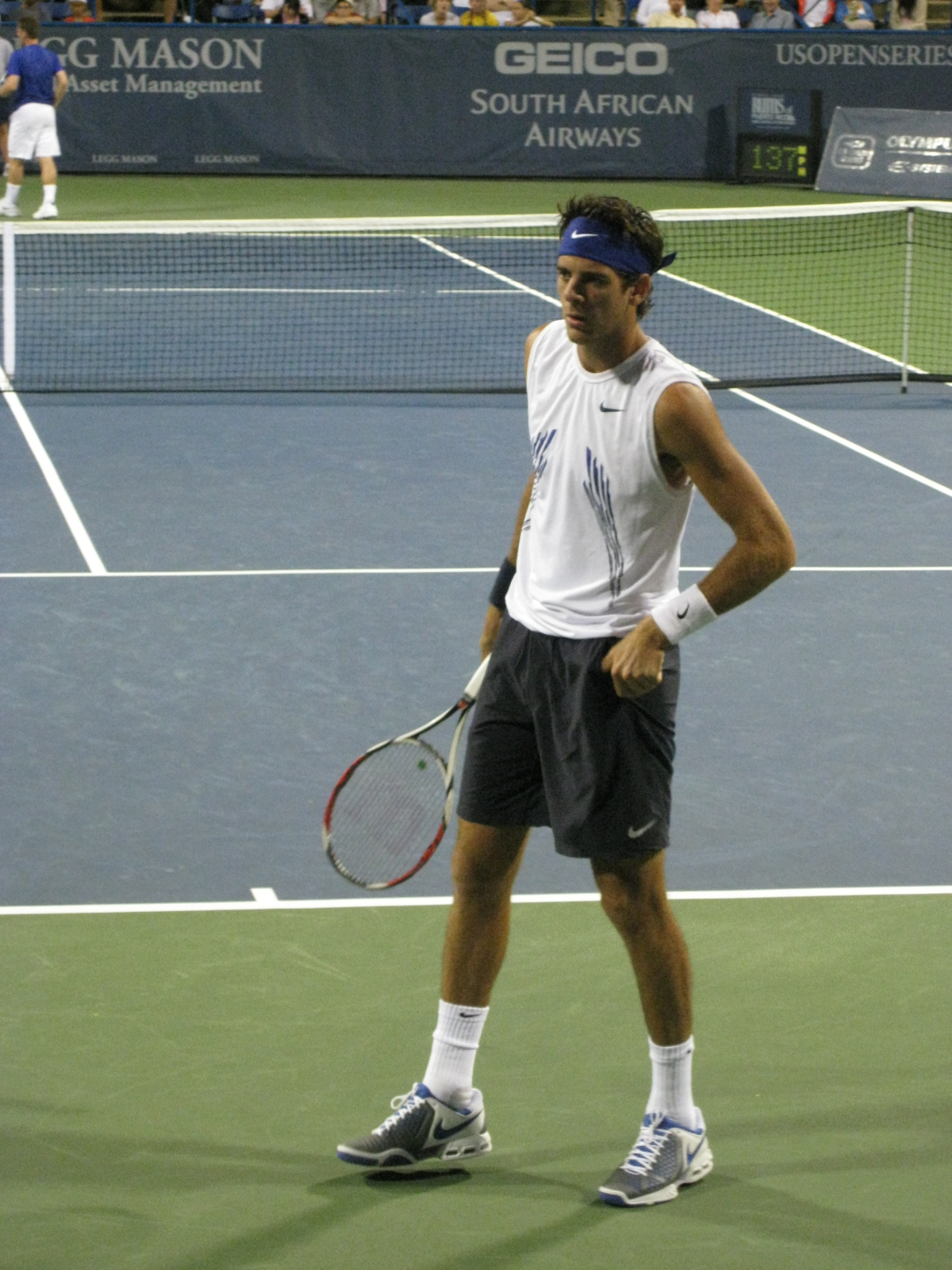
Zwycięzca rozgrywek z 2008, 2009 i 2013 – Juan Martín del Potro

Washington Open – męski turniej tenisowy kategorii ATP Tour 500 wchodzący w skład rozgrywek ATP Tour i kobiecy turniej tenisowy kategorii WTA 500 wchodzący w skład rozgrywek WTA Tour, rozgrywany w Waszyngtonie.
Turniej męski zainaugurowany został w 1969 roku i do 1987 roku zawodnicy rywalizowali na nawierzchni ziemnej. Od 2011 roku odbywają się rozgrywki kobiece.

## Mecze finałowe

### Gra pojedyncza mężczyzn
| Rok  | Zwycięzca                                    | Finalista                                    | Wynik                                        |
| 2025 | Alex de Minaur                               | Alejandro Davidovich Fokina                  | 5:7, 6:1, 7:6(3)                             |
| 2024 | Sebastian Korda                              | Flavio Cobolli                               | 4:6, 6:2, 6:0                                |
| 2023 | Daniel Evans                                 | Tallon Griekspoor                            | 7:5, 6:3                                     |
| 2022 | Nick Kyrgios                                 | Yoshihito Nishioka                           | 6:4, 6:3                                     |
| 2021 | Jannik Sinner                                | Mackenzie McDonald                           | 7:5, 4:6, 7:5                                |
| 2020 | Turniej anulowano z powodu pandemii COVID-19 | Turniej anulowano z powodu pandemii COVID-19 | Turniej anulowano z powodu pandemii COVID-19 |
| 2019 | Nick Kyrgios                                 | Daniił Miedwiediew                           | 7:6(6), 7:6(4)                               |
| 2018 | Alexander Zverev                             | Alex de Minaur                               | 6:2, 6:4                                     |
| 2017 | Alexander Zverev                             | Kevin Anderson                               | 6:4, 6:4                                     |
| 2016 | Gaël Monfils                                 | Ivo Karlović                                 | 5:7, 7:6(6), 6:4                             |
| 2015 | Kei Nishikori                                | John Isner                                   | 4:6, 6:4, 6:4                                |
| 2014 | Milos Raonic                                 | Vasek Pospisil                               | 6:1, 6:4                                     |
| 2013 | Juan Martín del Potro                        | John Isner                                   | 3:6, 6:1, 6:2                                |
| 2012 | Ołeksandr Dołhopołow                         | Tommy Haas                                   | 6:7(7), 6:4, 6:1                             |
| 2011 | Radek Štěpánek                               | Gaël Monfils                                 | 6:4, 6:4                                     |
| 2010 | David Nalbandian                             | Markos Pagdatis                              | 6:2, 7:6(4)                                  |
| 2009 | Juan Martín del Potro                        | Andy Roddick                                 | 3:6, 7:5, 7:6(6)                             |
| 2008 | Juan Martín del Potro                        | Viktor Troicki                               | 6:3, 6:3                                     |
| 2007 | Andy Roddick                                 | John Isner                                   | 6:4, 7:6(4)                                  |
| 2006 | Arnaud Clément                               | Andy Murray                                  | 7:6(3), 6:2                                  |
| 2005 | Andy Roddick                                 | James Blake                                  | 7:5, 6:3                                     |
| 2004 | Lleyton Hewitt                               | Gilles Müller                                | 6:3, 6:4                                     |
| 2003 | Tim Henman                                   | Fernando González                            | 6:3, 6:4                                     |
| 2002 | James Blake                                  | Paradorn Srichaphan                          | 1:6, 7:6(5), 6:4                             |
| 2001 | Andy Roddick                                 | Sjeng Schalken                               | 6:2, 6:3                                     |
| 2000 | Àlex Corretja                                | Andre Agassi                                 | 6:2, 6:3                                     |
| 1999 | Andre Agassi                                 | Jewgienij Kafielnikow                        | 7:6(3), 6:1                                  |
| 1998 | Andre Agassi                                 | Scott Draper                                 | 6:2, 6:0                                     |
| 1997 | Michael Chang                                | Petr Korda                                   | 5:7, 6:2, 6:1                                |
| 1996 | Michael Chang                                | Wayne Ferreira                               | 6:2, 6:4                                     |
| 1995 | Andre Agassi                                 | Stefan Edberg                                | 6:4, 2:6, 7:5                                |
| 1994 | Stefan Edberg                                | Jason Stoltenberg                            | 6:4, 6:2                                     |
| 1993 | Amos Mansdorf                                | Todd Martin                                  | 7:6(3), 7:5                                  |
| 1992 | Petr Korda                                   | Henrik Holm                                  | 6:4, 6:4                                     |
| 1991 | Andre Agassi                                 | Petr Korda                                   | 6:3, 6:4                                     |
| 1990 | Andre Agassi                                 | Jim Grabb                                    | 6:1, 6:4                                     |
| 1989 | Tim Mayotte                                  | Brad Gilbert                                 | 3:6, 6:4, 7:5                                |
| 1988 | Jimmy Connors                                | Andrés Gómez                                 | 6:1, 6:4                                     |
| 1987 | Ivan Lendl                                   | Brad Gilbert                                 | 6:1, 6:0                                     |
| 1986 | Karel Nováček                                | Thierry Tulasne                              | 6:1, 7:6                                     |
| 1985 | Yannick Noah                                 | Martín Jaite                                 | 6:4, 6:3                                     |
| 1984 | Andrés Gómez                                 | Aaron Krickstein                             | 6:2, 6:2                                     |
| 1983 | José Luis Clerc                              | Jimmy Arias                                  | 6:3, 3:6, 6:0                                |
| 1982 | Ivan Lendl                                   | Jimmy Arias                                  | 6:3, 6:3                                     |
| 1981 | José Luis Clerc                              | Guillermo Vilas                              | 7:5, 6:2                                     |
| 1980 | Brian Gottfried                              | José Luis Clerc                              | 7:5, 4:6, 6:4                                |
| 1979 | Guillermo Vilas                              | Víctor Pecci                                 | 7:6, 7:6                                     |
| 1978 | Jimmy Connors                                | Eddie Dibbs                                  | 7:5, 7:5                                     |
| 1977 | Guillermo Vilas                              | Brian Gottfried                              | 6:4, 7:5                                     |
| 1976 | Jimmy Connors                                | Raúl Ramírez                                 | 6:2, 6:4                                     |
| 1975 | Guillermo Vilas                              | Harold Solomon                               | 6:1, 6:3                                     |
| 1974 | Harold Solomon                               | Guillermo Vilas                              | 1:6, 6:3, 6:4                                |
| 1973 | Arthur Ashe                                  | Tom Okker                                    | 6:4, 6:2                                     |
| 1972 | Tony Roche                                   | Marty Riessen                                | 3:6, 7:6, 6:4                                |
| 1971 | Ken Rosewall                                 | Marty Riessen                                | 6:2, 7:5, 6:1                                |
| 1970 | Cliff Richey                                 | Arthur Ashe                                  | 7:5, 6:2, 6:1                                |

### Gra podwójna mężczyzn
| Rok  | Zwycięzcy                                    | Finaliści                                    | Wynik                                        |
| 2025 | Simone Bolelli Andrea Vavassori              | Hugo Nys Édouard Roger-Vasselin              | 6:3, 6:4                                     |
| 2024 | Nathaniel Lammons Jackson Withrow            | Rafael Matos Marcelo Melo                    | 7:5, 6:3                                     |
| 2023 | Máximo González Andrés Molteni               | Mackenzie McDonald Ben Shelton               | 6:7(4), 6:2, 10–6                            |
| 2022 | Nick Kyrgios Jack Sock                       | Ivan Dodig Austin Krajicek                   | 7:5, 6:4                                     |
| 2021 | Raven Klaasen Ben McLachlan                  | Neal Skupski Michael Venus                   | 7:6(4), 6:4                                  |
| 2020 | Turniej anulowano z powodu pandemii COVID-19 | Turniej anulowano z powodu pandemii COVID-19 | Turniej anulowano z powodu pandemii COVID-19 |
| 2019 | Raven Klaasen Michael Venus                  | Jean-Julien Rojer Horia Tecău                | 3:6, 6:3, 10–2                               |
| 2018 | Jamie Murray Bruno Soares                    | Mike Bryan Édouard Roger-Vasselin            | 3:6, 6:3, 10–4                               |
| 2017 | Henri Kontinen John Peers                    | Łukasz Kubot Marcelo Melo                    | 7:6(5), 6:4                                  |
| 2016 | Daniel Nestor Édouard Roger-Vasselin         | Łukasz Kubot Alexander Peya                  | 7:6(3), 7:6(4)                               |
| 2015 | Bob Bryan Mike Bryan                         | Ivan Dodig Marcelo Melo                      | 6:4, 6:2                                     |
| 2014 | Jean-Julien Rojer Horia Tecău                | Sam Groth Leander Paes                       | 7:5, 6:4                                     |
| 2013 | Julien Benneteau Nenad Zimonjić              | Mardy Fish Radek Štěpánek                    | 7:6(5), 7:5                                  |
| 2012 | Treat Huey Dominic Inglot                    | Kevin Anderson Sam Querrey                   | 7:6(7), 6:7(9), 10–5                         |
| 2011 | Michaël Llodra Nenad Zimonjić                | Robert Lindstedt Horia Tecău                 | 6:7(3), 7:6(6), 10–7                         |
| 2010 | Mardy Fish Mark Knowles                      | Tomáš Berdych Radek Štěpánek                 | 4:6, 7:6(7), 10–7                            |
| 2009 | Martin Damm Robert Lindstedt                 | Mariusz Fyrstenberg Marcin Matkowski         | 7:5, 7:6(3)                                  |
| 2008 | Marc Gicquel Robert Lindstedt                | Bruno Soares Kevin Ullyett                   | 7:6(6), 6:3                                  |
| 2007 | Bob Bryan Mike Bryan                         | Jonatan Erlich Andy Ram                      | 7:6(3), 3:6, 10–7                            |
| 2006 | Bob Bryan Mike Bryan                         | Paul Hanley Kevin Ullyett                    | 6:3, 5:7, 10–3                               |
| 2005 | Bob Bryan Mike Bryan                         | Wayne Black Kevin Ullyett                    | 6:4, 6:2                                     |
| 2004 | Chris Haggard Robbie Koenig                  | Travis Parrott Dmitrij Tursunow              | 7:6(3), 6:1                                  |
| 2003 | Jewgienij Kafielnikow Sarkis Sarksjan        | Chris Haggard Paul Hanley                    | 7:5, 4:6, 6:2                                |
| 2002 | Wayne Black Kevin Ullyett                    | Bob Bryan Mike Bryan                         | 3:6, 6:3, 7:5                                |
| 2001 | Martin Damm David Prinosil                   | Bob Bryan Mike Bryan                         | 7:6(5), 6:3                                  |
| 2000 | Alex O’Brien Jared Palmer                    | Andre Agassi Sarkis Sarksjan                 | 7:5, 6:1                                     |
| 1999 | Justin Gimelstob Sébastien Lareau            | David Adams John-Laffnie de Jager            | 7:5, 6:7(2), 6:3                             |
| 1998 | Grant Stafford Kevin Ullyett                 | Wayne Ferreira Patrick Galbraith             | 6:2, 6:4                                     |
| 1997 | Luke Jensen Murphy Jensen                    | Neville Godwin Fernon Wibier                 | 6:4, 6:4                                     |
| 1996 | Grant Connell Scott Davis                    | Doug Flach Chris Woodruff                    | 7:6, 3:6, 6:3                                |
| 1995 | Olivier Delaître Jeff Tarango                | Petr Korda Cyril Suk                         | 1:6, 6:3, 6:2                                |
| 1994 | Grant Connell Patrick Galbraith              | Jonas Björkman Jakob Hlasek                  | 6:4, 4:6, 6:3                                |
| 1993 | Byron Black Rick Leach                       | Grant Connell Patrick Galbraith              | 6:4, 7:5                                     |
| 1992 | Bret Garnett Jared Palmer                    | Ken Flach Todd Witsken                       | 6:2, 6:3                                     |
| 1991 | Scott Davis David Pate                       | Ken Flach Robert Seguso                      | 6:4, 6:2                                     |
| 1990 | Grant Connell Glenn Michibata                | Jorge Lozano Todd Witsken                    | 6:3, 6:7, 6:2                                |

### Gra pojedyncza kobiet
| Rok        | Zwyciężczyni                                 | Finalistka                                   | Wynik                                        |
| 2025       | Leylah Fernandez                             | Anna Kalinska                                | 6:1, 6:2                                     |
| 2024       | Paula Badosa                                 | Marie Bouzková                               | 6:1, 4:6, 6:4                                |
| 2023       | Coco Gauff                                   | Maria Sakari                                 | 6:2, 6:3                                     |
| 2022       | Ludmiła Samsonowa                            | Kaia Kanepi                                  | 4:6, 6:3, 6:3                                |
| 2020– 2021 | Turniej anulowano z powodu pandemii COVID-19 | Turniej anulowano z powodu pandemii COVID-19 | Turniej anulowano z powodu pandemii COVID-19 |
| 2019       | Jessica Pegula                               | Camila Giorgi                                | 6:2, 6:2                                     |
| 2018       | Swietłana Kuzniecowa                         | Donna Vekić                                  | 4:6, 7:6(7), 6:2                             |
| 2017       | Jekatierina Makarowa                         | Julia Görges                                 | 3:6, 7:6(2), 6:0                             |
| 2016       | Yanina Wickmayer                             | Lauren Davis                                 | 6:4, 6:2                                     |
| 2015       | Sloane Stephens                              | Anastasija Pawluczenkowa                     | 6:1, 6:2                                     |
| 2014       | Swietłana Kuzniecowa                         | Kurumi Nara                                  | 6:3, 4:6, 6:4                                |
| 2013       | Magdaléna Rybáriková                         | Andrea Petković                              | 6:4, 7:6(2)                                  |
| 2012       | Magdaléna Rybáriková                         | Anastasija Pawluczenkowa                     | 6:1, 6:1                                     |
| 2011       | Nadieżda Pietrowa                            | Szachar Pe’er                                | 7:5, 6:2                                     |

### Gra podwójna kobiet
| Rok        | Zwyciężczynie                                | Finalistki                                   | Wynik                                        |
| 2025       | Taylor Townsend Zhang Shuai                  | Caroline Dolehide Sofia Kenin                | 6:1, 6:1                                     |
| 2024       | Asia Muhammad Taylor Townsend                | Jiang Xinyu Wu Fang-hsien                    | 7:6(0), 6:3                                  |
| 2023       | Laura Siegemund Wiera Zwonariowa             | Alexa Guarachi Monica Niculescu              | 6:4, 6:4                                     |
| 2022       | Jessica Pegula Erin Routliffe                | Anna Kalinska Catherine McNally              | 6:3, 5:7, 12–10                              |
| 2020– 2021 | Turniej anulowano z powodu pandemii COVID-19 | Turniej anulowano z powodu pandemii COVID-19 | Turniej anulowano z powodu pandemii COVID-19 |
| 2019       | Coco Gauff Catherine McNally                 | Maria Sanchez Fanny Stollár                  | 6:2, 6:2                                     |
| 2018       | Han Xinyun Darija Jurak                      | Alexa Guarachi Erin Routliffe                | 6:3, 6:2                                     |
| 2017       | Shūko Aoyama Renata Voráčová                 | Eugenie Bouchard Sloane Stephens             | 6:3, 6:2                                     |
| 2016       | Monica Niculescu Yanina Wickmayer            | Shūko Aoyama Risa Ozaki                      | 6:4, 6:3                                     |
| 2015       | Belinda Bencic Kristina Mladenovic           | Lara Arruabarrena Andreja Klepač             | 7:5, 7:6(7)                                  |
| 2014       | Shūko Aoyama Gabriela Dabrowski              | Hiroko Kuwata Kurumi Nara                    | 6:1, 6:2                                     |
| 2013       | Shūko Aoyama Wiera Duszewina                 | Eugenie Bouchard Taylor Townsend             | 6:3, 6:3                                     |
| 2012       | Shūko Aoyama Chang Kai-chen                  | Irina Falconi Chanelle Scheepers             | 7:5, 6:2                                     |
| 2011       | Sania Mirza Jarosława Szwiedowa              | Wolha Hawarcowa Ałła Kudriawcewa             | 6:3, 6:3                                     |